# 郎勝 (正統進士)
郎勝（1408年—？），字汝彬，浙江嚴州府建德縣人，民籍。明朝政治人物。進士出身。

## 生平
正統六年（1441年）辛酉科浙江鄉試第四十一名。正統七年（1442年）壬戌科會試第九名，殿試登進士第三甲第四十名。

## 家族
曾祖郎旃。祖父郎希。父亲郎士原。